# 木野薬業 (静岡県)
木野薬業株式会社（きのやくぎょう）は、静岡県静岡市五番町に本社を置く主に医薬品・医療機器の卸売りを扱う企業であった。東邦薬品の「株式会社葦の会」の一社「中北薬品」である。

## 概要
- 代表取締役社長 木野宝太郎

## 沿革
- 昭和28年1月　卸部門が「中北薬品株式会社」と合併し「静岡出張所」として発足

| スタブアイコン | サブスタブ | この項目は、まだ閲覧者の調べものの参照としては役立たない、企業に関連した書きかけの項目です。この項目を加筆・訂正などしてくださる協力者を求めています（PJ:経済）。 |